# Joe Sumner
Joe Sumner (* 23. November 1976) ist ein britischer Musiker. 
Er ist der älteste Sohn des Police-Mitglieds Sting und der Schauspielerin Frances Tomelty. Bekannt wurde er durch seine Band Fiction Plane, bei der er Sänger und Bassist ist. Im Jahr 2010 nahm er mit der österreichischen Band Klimmstein das Lied Paris Paris auf, mit dem sie über die Show Düsseldorf wir kommen! beim Eurovision Song Contest 2011 teilnehmen wollten, aber in der Vorentscheidung am 25. Februar 2011 nur auf den dritten Platz gelangten.